# Fédération islandaise du travail
L'Alþýðusamband Íslands (ASI - Fédération islandaise du travail) est une organisation syndicale islandaise formée en 1916. Elle est affiliée à la Confédération européenne des syndicats et à la Confédération syndicale internationale.
Son président est Gylfi Arnbjörnsson élu en 2008 pour la première fois.